# Active Desktop
Active Desktop era um recurso do Internet Explorer para apresentar páginas da Web na área de trabalho do Windows, juntamente com algumas outras funcionalidades. Esta função começou inicialmente no sistema operacional Windows 95 quando instalado o Internet Explorer 4 .
O componente também foi incluído no Windows 98 e sistemas posteriores até o Windows Vista, onde o recurso foi descontinuado.
Os usuários podem adicionar conteúdo HTML tanto como papel de parede quanto como itens independentes redimensionáveis. Os items disponíveis podem ser atualizados e sincronizados regularmente, sem que o usuário precise abrir o navegador.